# Germania Slavica
     do 700
     700–1099
     1100–1199
     1200–1250
     1251–1300
     1301–1400

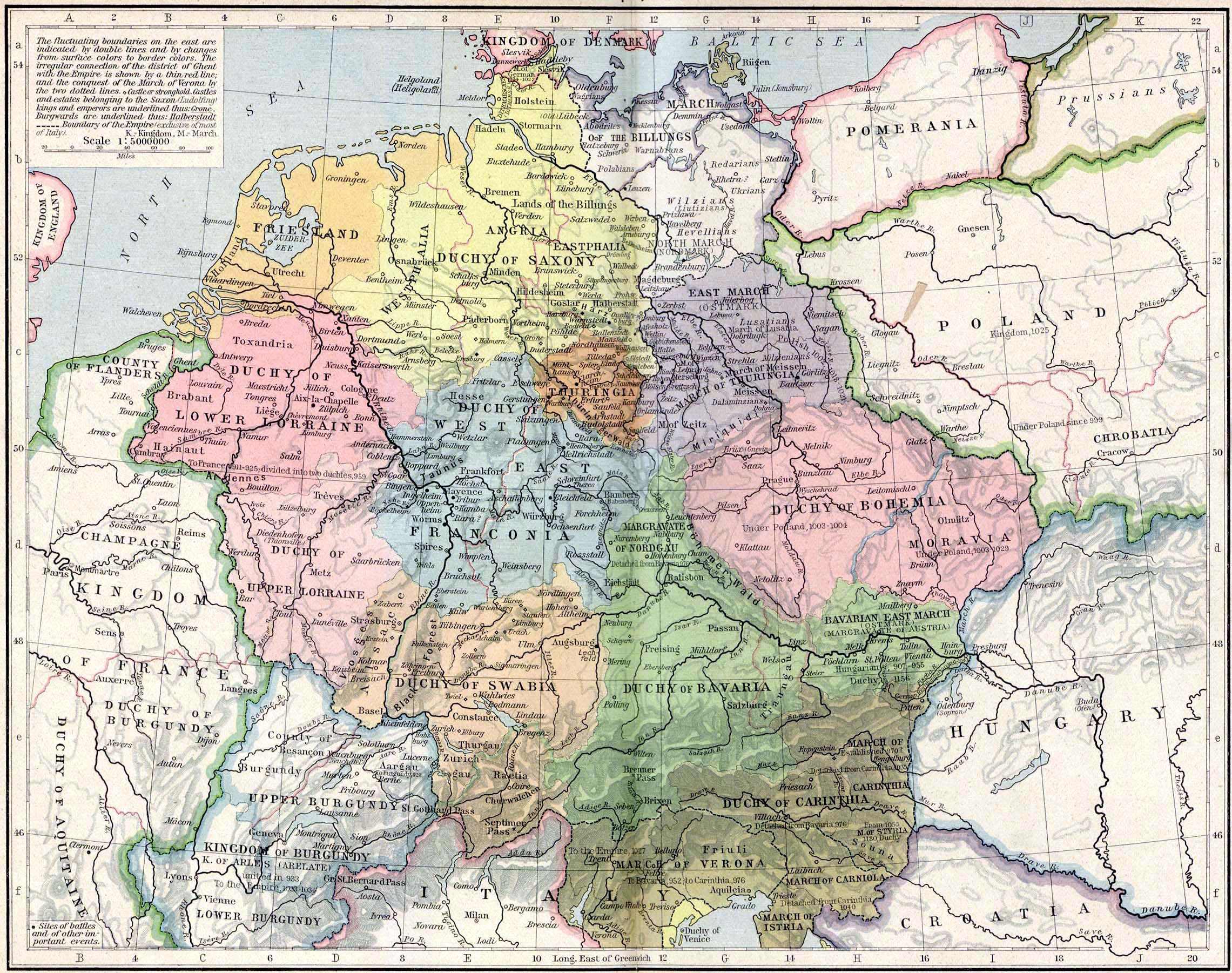
Mapa Europy środkowej w latach 919–1125 autorstwa Williama R. Sheperda. Terytorium Słowian połabskich obwiedzione fioletową linią. Obodryci, Wieleci kolorem białym, a Serbowie łużyccy na fioletowo – leżą na północ od Czech przy zachodniej granicy Polski.

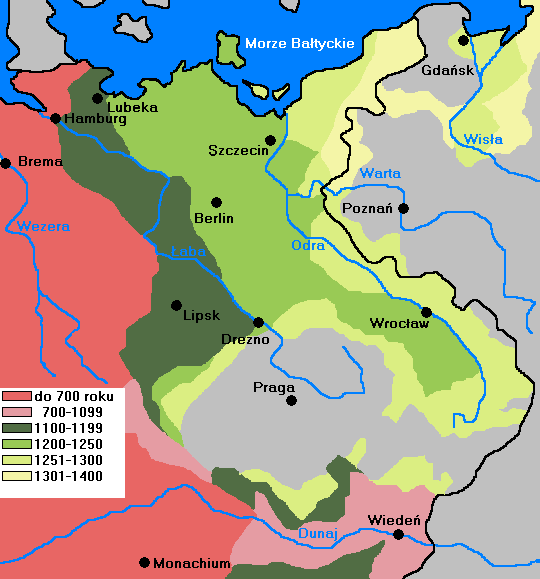
Mapa niemieckiego osadnictwa wschodniego (w Polsce, Czechach, Prusach, Austrii i na Połabiu), z zaznaczonymi granicami Świętego Cesarstwa Rzymskiego (stan na 1348 roku po pokoju w Namysłowie)
----
do 700
700–1099
1100–1199
1200–1250
1251–1300
1301–1400

Germania Slavica (także Slavia Germanica) – termin historiograficzny w języku łacińskim określający krainę historyczną znajdującą się na wschód od wczesnośredniowiecznej germańsko-słowiańskiej granicy językowej (ukonstytuowanej linią rzek: Łabą i Soławą), a także nazwa interdyscyplinarnej, naukowej grupy badawczej mającej na celu zbadanie stosunków ludnościowych w okresie średniowiecza związanych z obecnością Słowian z grupy plemion połabskich na terenie wschodnich Niemiec oraz ich niemiecką kolonizacją podczas tzw. Ostsiedlung.

## Germania Slavica jako kraina historyczna

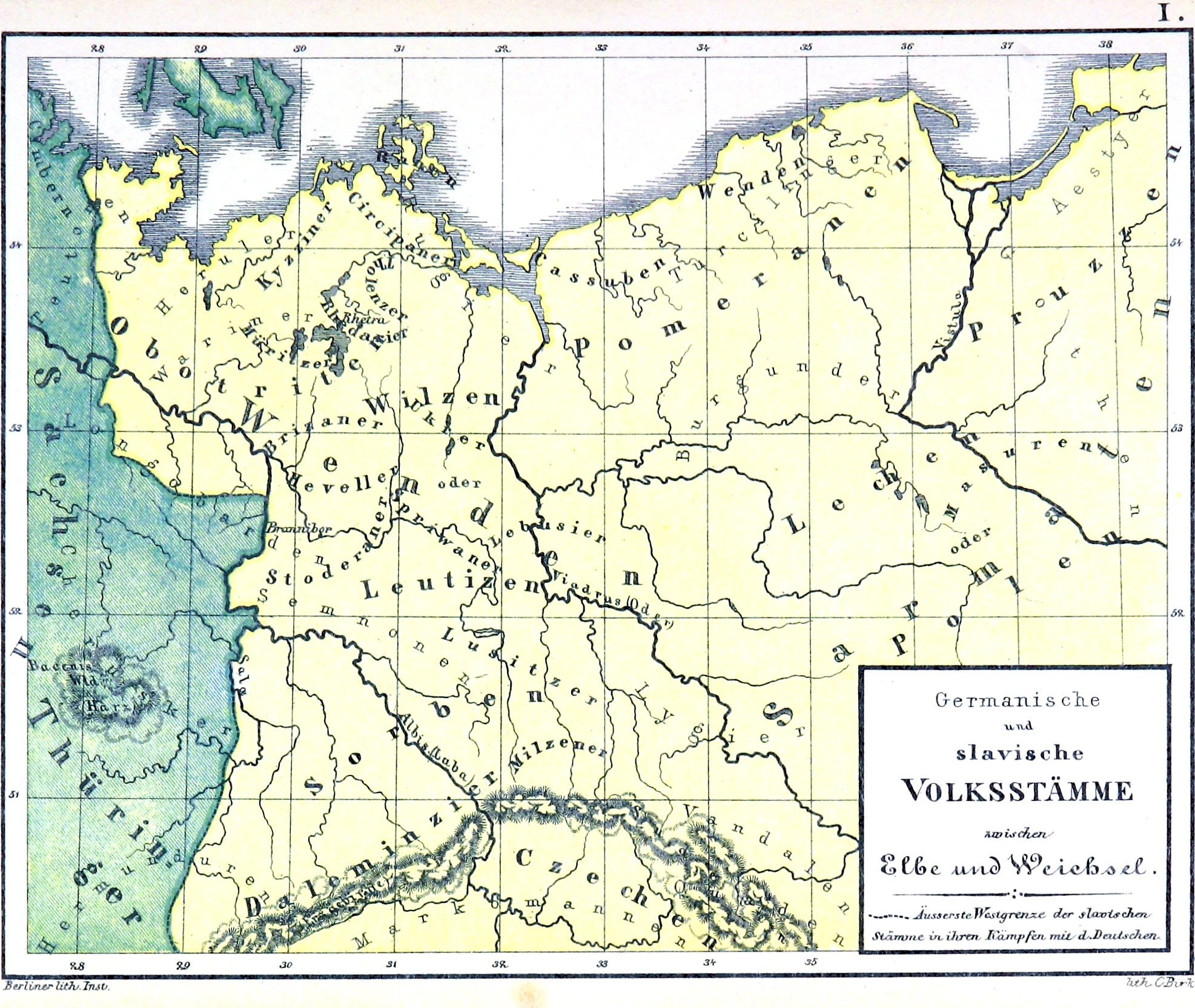
Tereny zamieszkane przez Słowian we wczesnym średniowieczu na niemieckiej mapie.

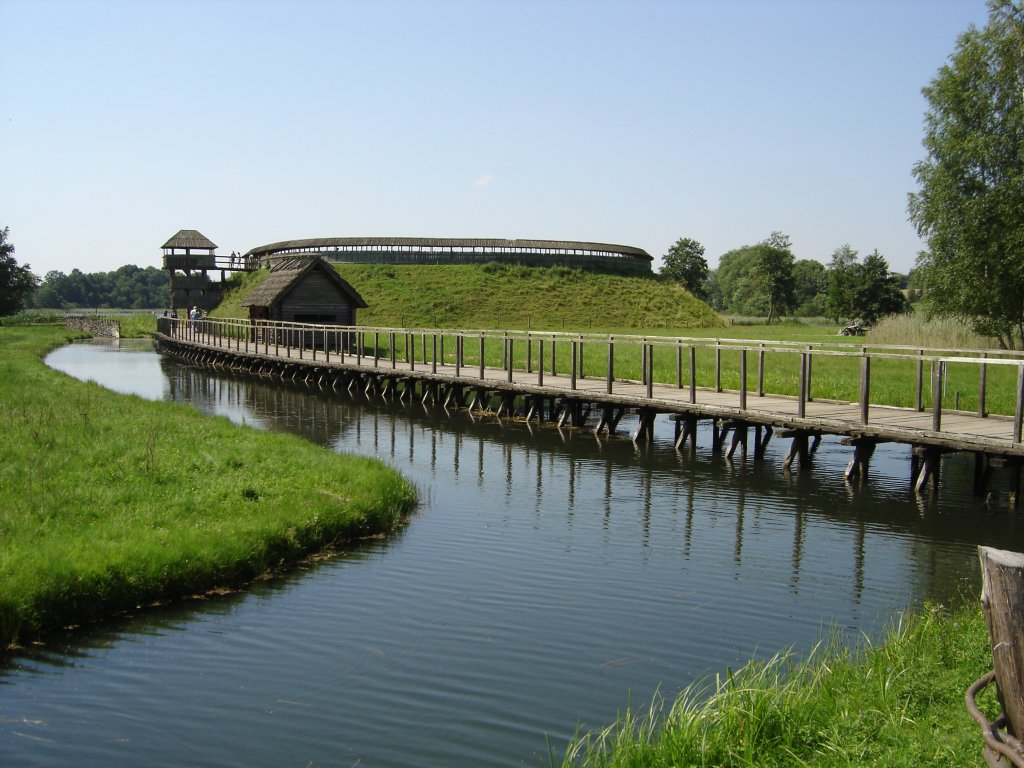
Rekonstrukcja słowiańskiego grodu w Meklemburgii – Groß Raden

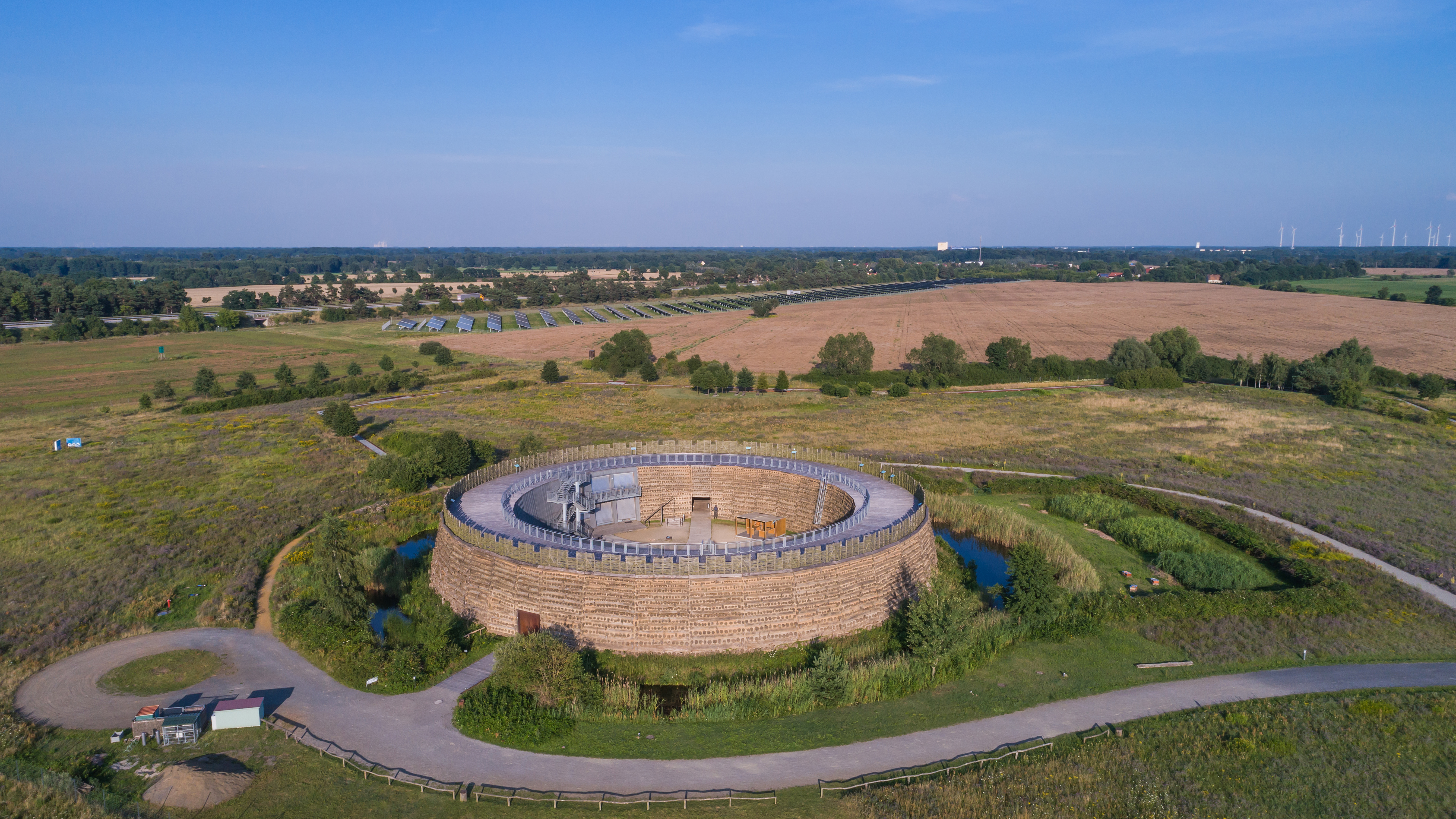
Rekonstrukcja łużyckiego grodu Radusch w okolicach miasta Vetschau na Łużycach Dolnych

Termin Germania Slavica jest określeniem, które zostało wprowadzone w 1976 roku przez Wolfganga H. Fritze dla nazwania nowo powstałej, interdyscyplinarnej grupy badawczej (IAG). Po raz pierwszy użył je w 1961 roku Walter Schlesinger jako pojęcie analogiczne do innych terminów sformułowanych w 1932 roku przez Theodora Fringsa – Germania Romana oraz Germania Libera. Pierwszy z nich oznaczał przestrzeń kolonizowaną początkowo przez imperium rzymskie, a później karolińskie, w której „niemiecki rozwój kulturalny oraz językowy był współokreślony przez wpływ romańskich substratów językowych”, a więc obszary leżące na zachód od Renu i Neckaru, jak również na południe od Altmuhl oraz Dunaju. Drugi natomiast oznaczał macierzyste germańskie tereny zasiedlone przez plemiona germańskie.
Analogicznie do tych terminów Fritze sformułował w 1980 roku również termin Germania Slavica jako określenie „średniowiecznego obszaru niemieckiego Ostsiedlung na zaludnionych przez Słowian obszarach na wschód od Łaby i Soławy o ile został on językowo zgermanizowany”. Walter Lammers natomiast zdefiniował ją jako „przestrzeń pomiędzy zachodnią granicą, krócej lub dłużej trwającego osadnictwa słowiańskiego, a wschodnią granicą niemieckich nowych plemion, tak jak zostały one zdefiniowane w XIX i XX wieku”. Zachodnia granica terenów wchodzących w obszar Germania Slavica została wyznaczona przez Wagrię, Wendland oraz Altmark, dalej przez rzeki Łabę i Soławę oraz na południu przez Górną Frankonię i Górny Palatynat. Określona ona była przez dwie pierwotne granice Połabia oddzielające we wczesnym średniowieczu Słowian i Germanów zwane Limes Saxoniae oraz Limes Sorabicus. W jej skład wchodzi dzisiejsza Meklemburgia, Pomorze Przednie, Holsztyn, część Bawarii, Łużyce, Brandenburgia, a także tereny znajdujące się od 1918/1945 r. poza granicami państwa niemieckiego jak Nowa Marchia, Wielkopolska, wschodnia część Pomorza, część Prus, Śląsk oraz ziemie z osadnictwem słowiańskim leżące w Czechach oraz Austrii.
Polscy badacze, biorąc po uwagę rozciągłość terenów zamieszkanych przez Słowian na wschód Europy oraz ich sąsiadowanie z innymi terenami zamieszkałymi przez plemiona słowiańskie, zaproponowali na nazwanie tego samego pojęcia przeciwstawny termin Slavia Germanica. Zdefiniowane wschodnie oraz zachodnie granice językowe średniowiecznej Germania Slavica nie pokrywają się z obecnymi granicami państwowymi Niemiec i Polski. Ze względu na zastosowanie dwóch różnych podstaw badawczych Klaus Zernack zaproponował podzielenie terminu Germania Slavica na dwa zależne: Germania Slavica 1 oraz Germania Slavica 2, które uwzględniają obecną granicę państwową od 1945 roku biegnącą wzdłuż rzeki Odry, chociaż historyczne krainy Pomorze, ziemia lubuska oraz Śląsk są przez nią przecięte. Na mapie widnieje Chrobatia w miejscu ziemi krakowskiej – Małopolski.
Dodatkowo teren Germania Slavica 1 historycy dzielą również na „północną”, w której skład włączana jest Meklemburgia, Pomorze Przednie i Brandenburgia oraz „południową” Saksonia. Ostatecznie jednak termin Germania Slavica nie określa samej tylko przestrzeni geograficznej jako niemiecko-słowiańskiej strefy kontaktowej, lecz również opisuje historyczne procesy tam zachodzące. Niemieccy badacze zrezygnowali w swojej narracji z tradycyjnego w niemieckiej historiografii jednostronnego przedstawienia historii tego regionu jedynie jako obszaru niemieckiej kolonizacji (Ostsiedlung) starając się uwzględnić również charakterystykę mieszkającej na miejscu słowiańskiej ludności zarówno w czasach przed niemieckim przybyciem, jak również po nim.

## Germania Slavica jako interdyscyplinarna grupa badawcza (1976–1991)

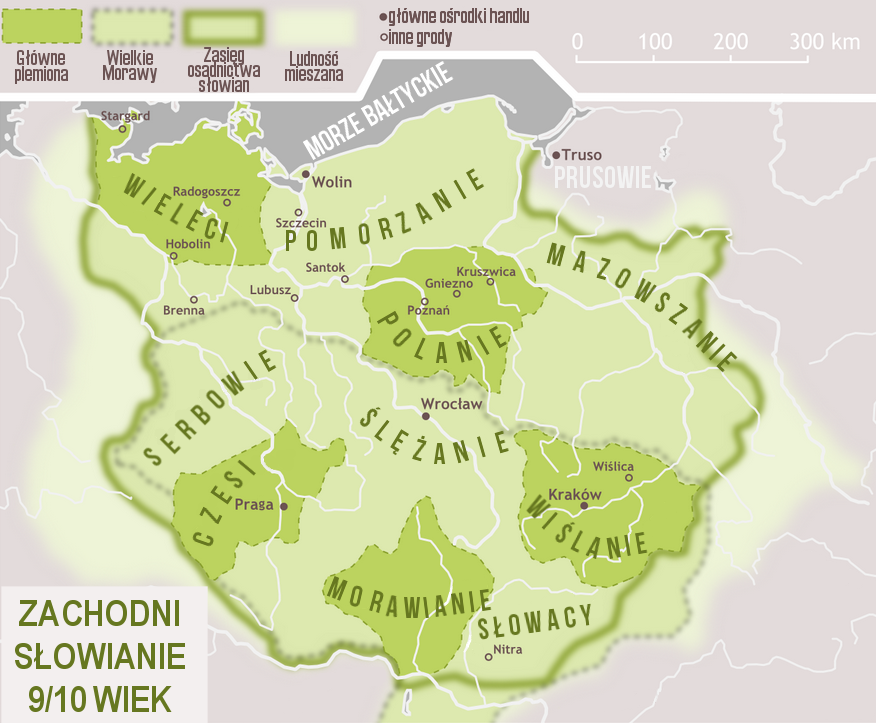
Plemiona zachodniosłowiańskie w IX-X w.

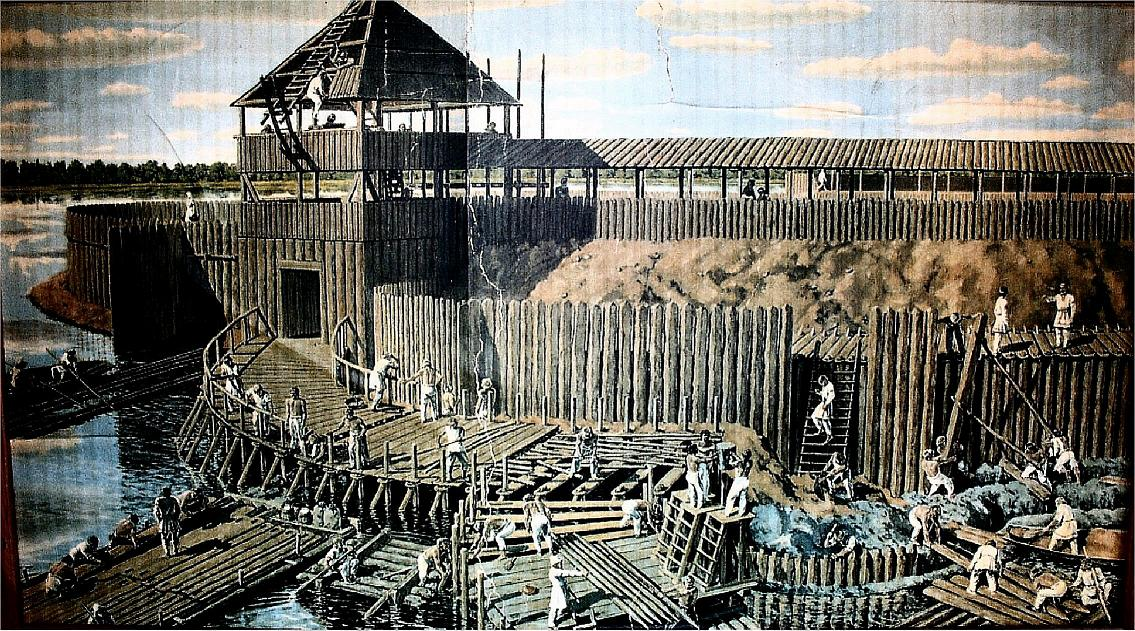
Rekonstrukcja słowiańskiego grodu Behren-Lübchin leżącego w Meklemburgii-Pomorzu Przednim według badań Ewalda Schuldta

W letnim semestrze 1976 roku w instytucie Friedricha-Meinecke Wolnego Uniwersytetu Berlina Wolfgang H. Fritze utworzył nową grupę badawczą, która w 1978 roku została uznana przez gremia uniwersyteckie jako interdyscyplinarna grupa robocza (IAG). Na początku 1979 roku liczyła ona 22 członków w tym 15 aktywnych oraz 7 doradców. Obok założyciela znaleźli się w niej również profesorowie Heinz Quirin oraz Wolfgang Ribbe, jak również współpracownicy naukowi: Eberhard Bohm, Feliks Escher, Christian Gahlbeck, Hans-Ulrich Kamke, Barbara Sasse, Winfried Schich oraz Wolfgang Wippermann. Do duchowych ojców tej grupy zaliczyć można również innych niemieckich historyków jak Helmut Beumann, František Graus, Gerd Heinrich, Herbert Jankuhn, Hans-Dietrich Kahl, Herbert Ludat oraz Walter Schlesinger.
Od początku swojego istnienia IAG doceniało również współpracę z badaczami pochodzącymi z sąsiednich krajów słowiańskich. Do 1990 roku, z powodów politycznych oraz podziału na zachodnie oraz wschodnie Niemcy, spotkania z kolegami z Polski ludowej oraz Czechosłowacji były łatwiejsze niż tymi wywodzącymi się z NRD. IAG używała jednak w swoich badaniach również ważnych fundamentalnych dzieł, które zostały napisane przez Akademię Nauk NRD: przede wszystkim „Corpus archäologischer Quellen zur Frühgeschichte auf dem Gebiet der DDR” (wyd. przez Petera Donata oraz Joachima Hermanna), opracowany głównie przez Lieselotta Endersa Historyczny Leksykon Brandenburgii (Historische Ortslexikon für Brandenburg), jak również Brandenburgische Namenbuch. Obydwa wydawnictwa były obszernymi dziełami liczącymi po 11 tomów każde. Ośrodek utrzymywał również nieoficjalne kontakty z naukowcami z NRD, a członkowie IAG korzystali z możliwości wjazdu w ramach małego ruchu granicznego (niem. kleiner Grenzverkehr) aby odwiedzić historyczne miejsca związane z obecnością Słowian.
Wolfgang Fritze starając się również spopularyzować termin Germania Slavica zwracał się wielokrotnie do niemieckiej opinii publicznej, że w niemieckiej historii oraz kulturze istnieje również pomijany słowiański udział zlokalizowany głównie na wschodzie historycznych Niemiec. Miał on podobny zakres oraz skalę jak szeroko i powszechnie znany rzymski udział na zachodzie Niemiec, nie doczekał się on jednak dotąd uznania. Podobnie jak inny niemiecki historyk Schlesinger chciał on uznania żywiołu słowiańskiego jako składnika wschodnioniemieckiej identyfikacji: „My Niemcy środkowi oraz wschodni nie musimy wstydzić się Słowian tego dzielnego, konserwatywnego, z pewnością również odrobinę nieokrzesanego chłopskiego ludu, których zaliczamy do naszych przodków”. Fritzowi oraz jego współpracownikom chodziło o to, aby po II wojnie światowej oraz nazistowskim terrorze wobec Słowian na wschodzie doprowadzić do nowej oceny niemiecko-słowiańskich stosunków w historii Niemiec w oparciu o możliwie obiektywne badania naukowe pozbawione uprzedzeń wynikających z ideologii oraz polityki.
Głównym założeniem ich pracy naukowej była teza, że niemieckie Ostsiedlung w średniowieczu doprowadziło w krajach historycznych Niemiec wschodnich, ale również w Polsce oraz Czechosłowacji do obustronnego przenikania słowiańskiej i niemieckiej ludności, gospodarki, osadnictwa oraz tworzenia się prawa. Teza ta implikuje również, że dwa bardzo odmienne twory strukturalne oraz kulturalne zderzyły się ze sobą i zostały zmuszone do długotrwałego współistnienia oraz współzależności.

## Zakres badań

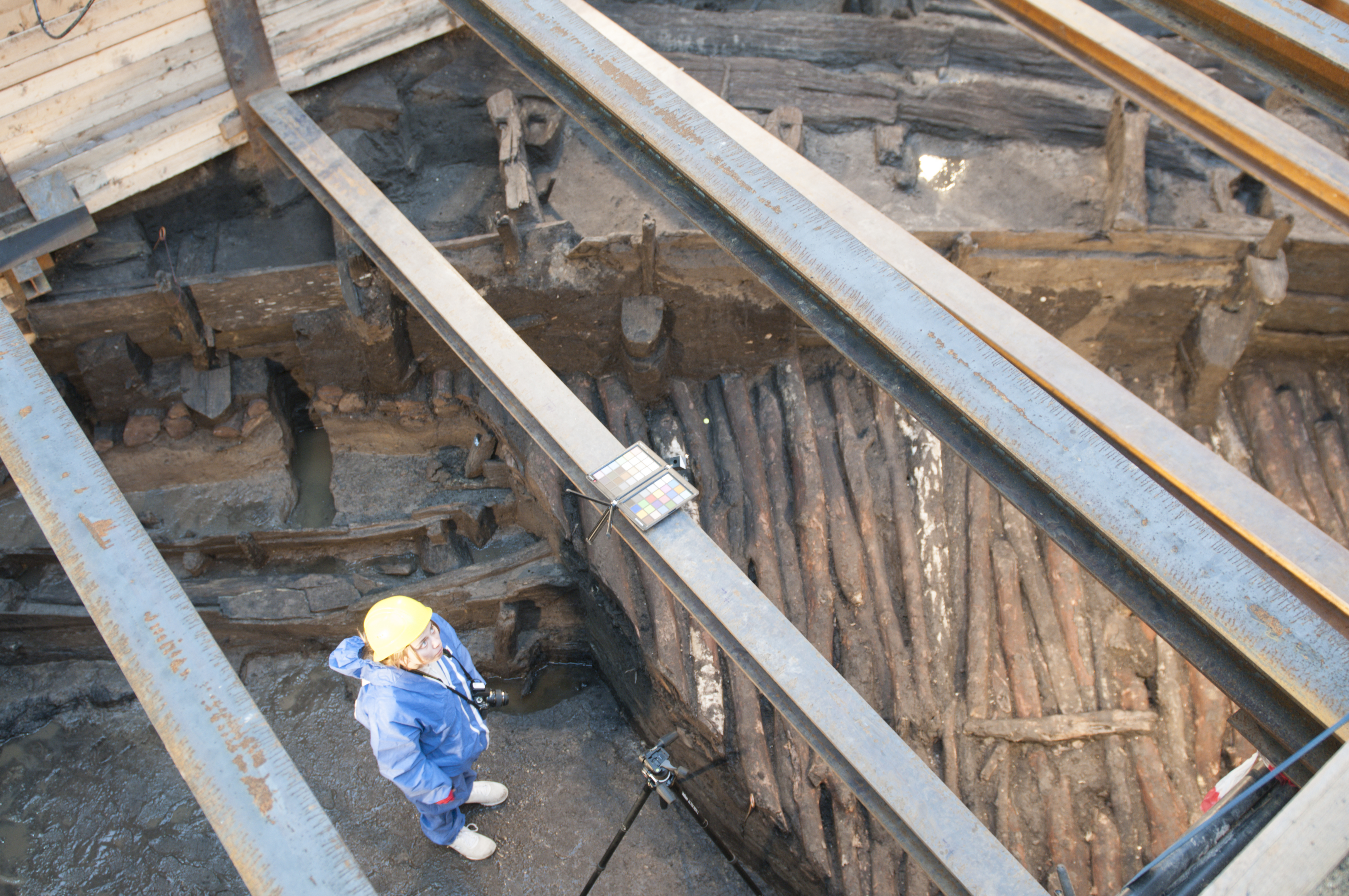
Odkrycie w 2014 roku słowiańskiego grodu datowanego na 965 rok w Schwerinie

Przedmiotem interdyscyplinarnych badań znanych pod nazwą Germania Slavica są zagadnienia z dziedziny różnych dyscyplin naukowych takich jak demografia, historia średniowiecza, historia prawa, geografia osadnicza, onomastyka, archeologia, etnografia oraz historia sztuki, Stawia ona sobie za zadanie zbadanie następujących kwestii:
- przestrzennego oraz demograficznego rozwoju wzajemnych stosunków zachodzących pomiędzy ludnością słowiańską i tą germańskiego pochodzenia w osiedlach rolniczych oraz miejskich;
- prawnych oraz społecznych warunków uczestnictwa słowiańskiej ludności w przemianach polityczno-gospodarczych zachodzących na tym terenie oraz ustalenie form w jakich słowiańska ludność brała udział w średniowiecznej kolonizacji terenów niezamieszkanych;
- gospodarki, struktur oraz instytucji politycznych, zwyczajów, prawodawstwa, języka, nazewnictwa oraz zwyczajów Słowian osiadłych na terenie obecnych wschodnich Niemiec.

## Punkt wyjścia do historii badań
Geneza badań nad słowiańskim osadnictwem we wschodnich Niemczech rozpoczyna się już w pierwszej połowie XIX wieku. Według Fritza na początku tamtego stulecia niemiecka historiografia formułowała dopiero sposób podejścia do tej problematyki. Obowiązującym wówczas trendem wśród niemieckich historyków było wychodzenie z nacjonalistycznego punktu widzenia i uwydatnienie kulturalnych osiągnięć dokonanych w wyniku Ostsiedlung oraz przedstawianie go jako spełnienie misji historycznej przypadającej narodowi niemieckiemu we wschodniej Europie środkowej, co miało z kolei uzasadnić spowodowaną przez ten proces ostateczną integrację dawnych słowiańskich krajów leżących we wschodnich Niemczech oraz ich wchłonięcie przez niemieckie państwo.
Jednym z najwcześniejszych podsumowujących przedstawień Ostsiedlung jest postrzeganie go jako częściowego świeckiego, kulturalnego oraz politycznego procesu stanowiącego źródło konfliktu pomiędzy Germanami, a Słowianami. Tezy te zawiera m.in. książka pt. „Der Weltkampf der Deutschen und Slawen” autorstwa M. W. Hefftera wydana w Hamburgu w roku 1847. W latach dwudziestych oraz trzydziestych XX wieku (1920–1930) ostatecznie teoria ta została całościowo przedstawiona w historycznym związku obejmującym historię Niemiec we wszystkich okresach dziejowych i ujmującą naród niemiecki.

## Stan badań w 1980 roku oraz kwestie badawcze

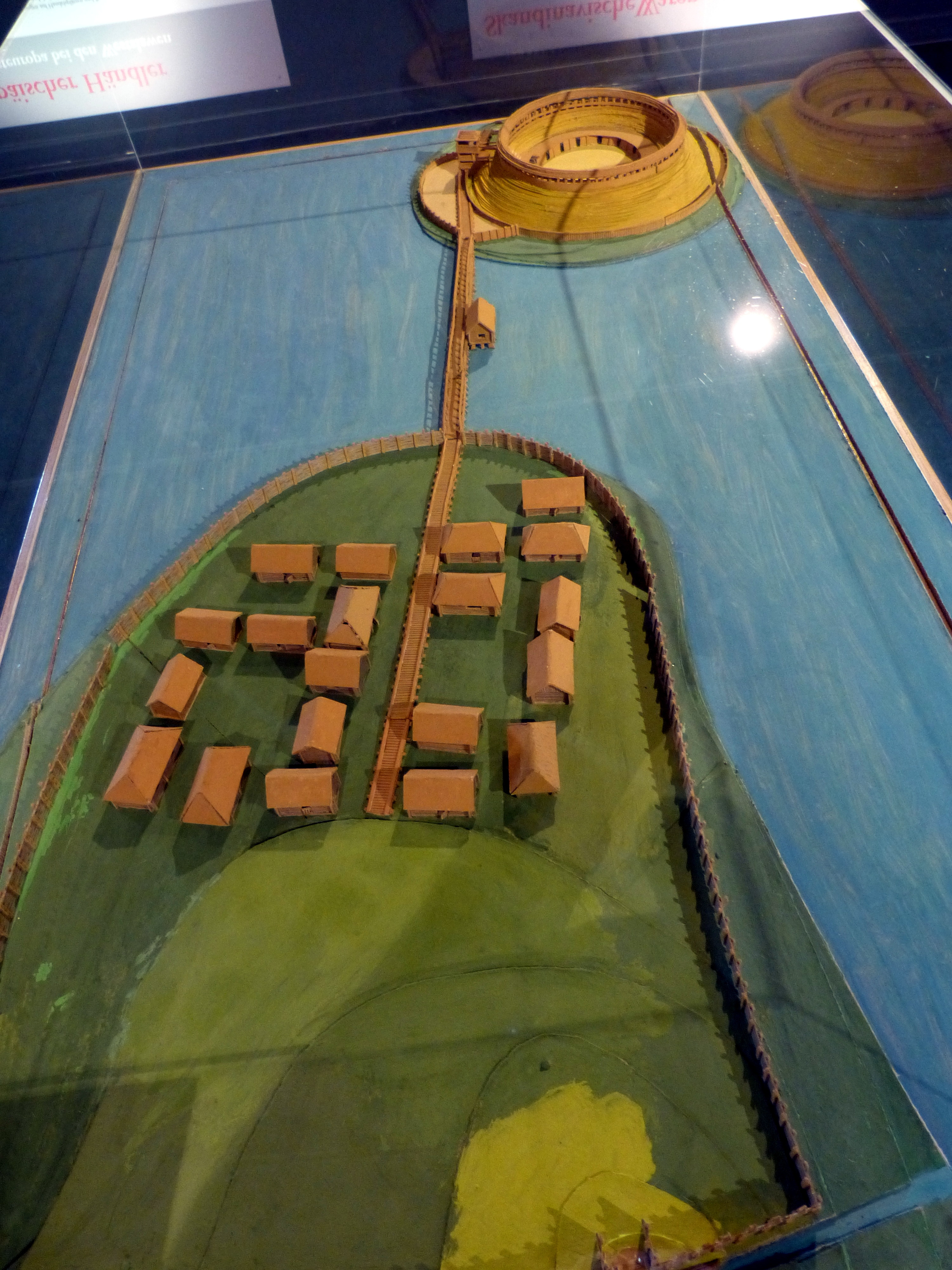
Rekonstrukcja grodu Groß Raden lezącego w Meklemburgii wraz z przylegającą do niego słowiańską osadą

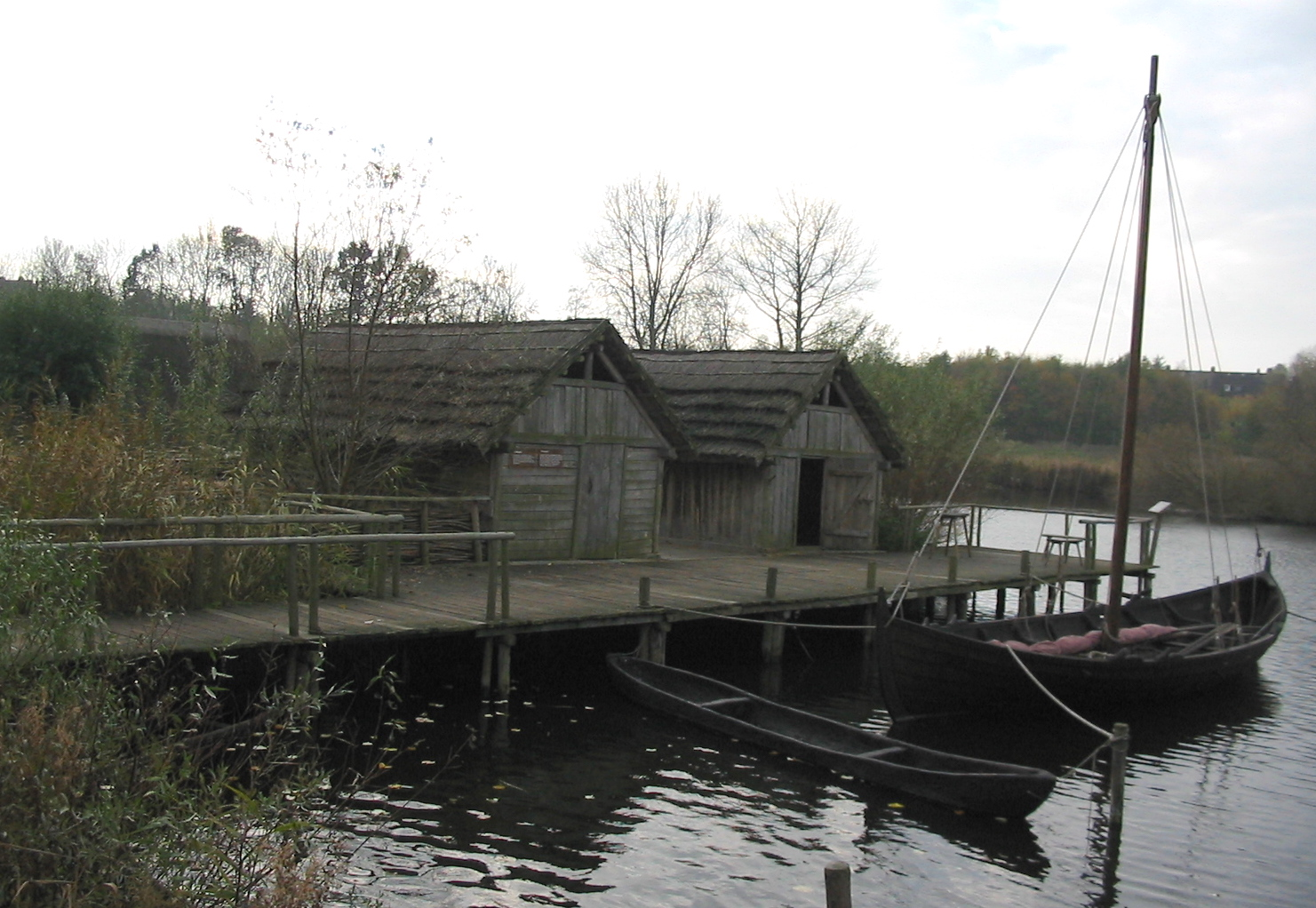
Rekonstrukcja słowiańskiej osady „Starigard” znajdującej się na terenie Oldenburger Wallmuseum w miejscowości Oldenburg w Holsztynie

Przedstawiony przez Wolfganga Fritze stan badań z roku 1980 oraz opracowane przez niego kwestie badawcze można podsumować następująco. Poprzez analizę opartą na źródłach pisanych w postaci dokumentów historycznych oraz map przedstawiających geografię osadniczą rozpoznana została w znacznym stopniu rola klasztorów cysterskich w procesie rozbudowy osadnictwa. Chociaż wcześniejsze prace historyczne przypisywały Cystersom monopol na całość materialnego rozwoju na terenach objętych ich zarządem to nowe badania pozwoliły ustalić, że nie wszystkie miejscowości zostały przez nich założone, lecz w dużej części w wyniku darowizn przejęli oni w posiadanie istniejące już osady. Cystersi w XII wieku nie ograniczali się jedynie do osiągnięcia samowystarczalności dzięki hodowli oraz rolnictwu, ale dodatkowo wykorzystywali możliwości zarobku płynącego z prowadzenia handlu. Dlatego też przejmowali również istniejące już wcześniej targi, gospody oprócz tych urządzanych przez siebie.
Schich w 1979 roku podsumował to w następujący sposób: „Z wychodzących z tradycji zakonnej zaleceń aby wznosić klasztory w dziczy, utworzył się w XIX wieku pogląd o niesamowitych osiągnięciach Cystersów w szerzeniu cywilizacji. Dołączył do niego również pogląd o zacofaniu wszystkich słowiańskich obszarów w czasie przed wprowadzeniem tak zwanej kolonizacji niemieckiej w późnym średniowieczu. Rzesze mnichów, którzy jako pionierzy osiedlili się na słowiańskich pustkowiach we współpracy ze sprowadzonymi w XII i XIII wieku chłopami, zmienili puste pod względem zaludnienia obszary, tzw. „terras desertas”, w kwitnące, cywilizowane krajobrazy oraz tereny przekształcone przez człowieka. Bardzo długo trzymano się tej wersji, nawet jeżeli później czerpiąc ze źródeł musiano przyjąć fakt, że cystersom przekazywane były już istniejące wsie”. Widoczne jest to szczególnie u Franza Wintera, autora trzytomowego dzieła wydanego w latach 1869–1871 pod tytułem: „Zisterzienser des nordöstlichen Deutschlands”, które przedstawia pogląd, że właściwe zagospodarowanie ziem zamieszkałych przez nieudolnych Słowian względnie biednych i leniwych Polaków, zostało przeprowadzone właśnie przez Cystersów.
Kolejną kwestią rozpatrywaną w badaniach była także skala oraz ramy czasowe dalszej działalności słowiańskich instytucji. Jeśli chodzi o kwestię pozycji oraz funkcji pełnionej przez dalej mieszkającą na tych terenach słowiańską ludność, a także znaczenia ich instytucji dla rozwoju wschodnioniemieckich terytoriów historycy niemieccy w dalszym ciągu odsyłali do zakwestionowanej wcześniej „teorii wyniszczenia” lub wypędzenia. Pomimo że teoria ta już w 1900 roku była uznana za naukowo obaloną, widoczna była w tamtych czasach tendencja, aby możliwie jak najbardziej pomniejszać znaczenie wkładu słowiańskiej ludności dla ogólnego historycznego rozwoju krain wschodnioniemieckich.
Historycy w projekcie Germania Slavica zajęli się także badaniem problematyki demograficznej. W niemieckiej historiografii akcentuje się zazwyczaj niewielkie zaludnienie występujące na ziemiach zamieszkanych przez Słowian oraz jego znaczący wzrost w czasie niemieckiej kolonizacji tych terenów. W wyniku gwałtownej i wzmożonej kolonizacji Słowianie mieli jako etnos dość szybko zniknąć na zamieszkanych przez siebie ziemiach. Badania archeologiczne już około 1970 roku wykazały, że domniemana niska gęstość zaludnienia występująca w okresie przed niemiecką kolonizacją wcale nie jest tak oczywista. Z powodu silnych regionalnych różnic występujących na odmiennych terenach generalizowanie takie naukowcy uznali za bezzasadne. Napływ niemieckich osadników co prawda pomnożył gęstość zaludnienia, ale nie był on wcale tak znaczny, jak przyjmowały to dotychczasowe teorie. Nie doprowadziły one również do całkowitej germanizacji słowiańskiej ludności. Zaprzestanie używania słowiańskiej mowy następowało w każdym regionie w zupełnie innym czasie, niejednocześnie i nie natychmiastowo, a zakres długości utrzymywania się słowiańskich zwyczajów i praw nie został jeszcze dokładnie rozpoznany w 1980 roku i wymagał dalszych badań.
W kwestii powstania oraz rozwoju osiedli miejskich przez długi czas funkcjonowała w Niemczech „teoria osadnicza” lub kolonizacyjna głosząca, że miasta na wschodzie wcześniej nie istniały i były zakładane dopiero przez niemieckich kolonistów na tak zwanym „surowym korzeniu”. Polscy uczeni natomiast prezentowali tzw. „teorię ewolucyjną” zakładającą rozwój miast w procesie asymilacji zachodnich modeli organizacyjnych organizmów miejskich zaadaptowanych do słowiańskiego „przedmiejskiego” rdzenia osadniczego. Obie te teorie stały wobec siebie w wyraźnej sprzeczności i wymagały weryfikacji. Badania Schlesingera oraz Ludata w wielu przypadkach udowodniły słuszność tej drugiej teorii w wyniku czego stara teoria kolonizacyjna została w 1980 roku obalona. Polska teoria ewolucyjna nie została jednak w całości przyjęta przez niemieckich badaczy, ale stanowiska obu stron w widoczny sposób się zbliżyły.
Elementarną kwestią badań było także mało dotychczas zbadane wzajemne socjologiczno-psychologiczne stosunki obydwu grup etnicznych i to zarówno te panujące w średniowiecznych osadach, jak również znajdujących swoje odbicie w późniejszych relacjach narodowych, jakie nastąpiły w XIX i XX wieku. Najważniejsze dla IAG były dlatego krytyczne badania histograficzno-ideologiczne. Pod wpływem wzrastającego ruchu panslawistycznego rozwijającego się w Czechach, Polsce i Rosji oraz narodowego przebudzenia się Polaków i Czechów w połowie XIX wieku w niemieckiej publicystyce oraz historiografii przeforsowany został obraz historyczny, który wyznaczał niemieckiemu narodowi nosicielstwo rzekomej wyższej kultury oraz niemiecką polityczną i kulturalną misję w stosunku do słowiańskich narodów sąsiednich przedstawianą jako historyczne zadanie narodu niemieckiego. Propaganda ta głosiła, że poprzez wszystkie stulecia Niemcy musieli prowadzić walkę ze „słowiańszczyzną”, aby ją kulturalnie i politycznie wznieść na wyższy poziom i w ten sposób upodobnić ją do krajów zachodniej Europy. Główną rolę przypisywano w tym procesie niemieckiej kolonizacji – Ostsiedlung. Ta tzw. teoria rozprzestrzeniania kultury jest ściśle związana z ideologią kolonizacyjną niemieckiego „parcia na wschód” (niem.: Drang nach Osten), a także związanych z nią pochodnych terminów jak Polnische Wirtschaft oraz „słowiańskiego zagrożenia”.
Z pomocą projektu badawczego Germania Slavica grupa badawcza Fritza chciała, jak wcześniej Schlesinger zrewidować wszystkie dawne uprzedzenia. Duża część z przedstawionego stanu badań na temat wzajemnych relacji słowiańsko-niemieckich, pomimo że była dostępna już od dziesięcioleci nie przeniknęła jeszcze do powszechnej świadomości historycznej niemieckiego społeczeństwa. Widać to na przykładzie wydawanych w tym samym czasie książek historycznych „Wanderungen und Fahrten in der Mark Brandenburg” (10 tomów napisanych w latach 1974–1983) Hansa Scholza, ówczesnego szefa działu felietonów gazety Der Tagesspiegel, który wiele informacji powtarzał bezkrytycznie za tym co napisał sto lat wcześniej Theodor Fontane jeszcze przed rozpoczęciem intensywniejszych badań historycznych o Wenedach. Bezkrytyczne powtarzanie tych historii utrwaliło teorię „Kulturträger” w niemieckiej świadomości społecznej na długie lata.
Aby uniknąć twierdzeń generalizujących, koniecznym było różnicowanie badań poprzez szczegółowe przebadanie mniejszych obszarów. Jako pierwszy region z powodów pragmatycznych (przed upadkiem muru berlińskiego) został wybrany Havelland, do którego należy zarówno Berlin-Spandau ze zbadanym bardzo dobrze pod względem archeologicznym słowiańskim grodem, jak również sąsiadujące obok niemieckie miasto. Gdziekolwiek w swoich badaniach IAG używa sformułowania o „czasach przedkolonialnych” nie oznacza to pojęcia kolonializmu z XIX wieku, lecz wywodzi ją z łacińskiego pochodzenia (colere, budować, przebudować) określającego rozwój oraz kultywację ziemi. To samo ma na względzie, gdy opisuje się historie sztuki wschodniopołabskich kościołów XIII wieku jako „architekturę czasów kolonialnych”. Przed swoją śmiercią w 1991 roku profesor Fritze w 1984 roku zaraz po ukazaniu się 4 tomu serii Germania Slavica podsumował: „W przyszłości nie będzie już możliwym napisanie historii „wschodnioniemieckiej kolonizacji”. Na jej miejscu musi pojawić się historia średniowiecznego przekształcania ziemi we wschodnich Niemczech, w którym w różnorodny sposób, wspólnie oraz osobno uczestniczyli zarówno Słowianie, jak i Niemcy”.

## Germania Slavica jako pole działania GWZO w Lipsku (1995–2007)
Germania Slavica jest jednym z czterech pól zainteresowania humanistycznego Centrum Badania Historii i Kultury Krajów Europy Środkowo-Wschodniej przy Uniwersytecie w Lipsku (niem.: Geisteswissenschaftliches Zentrum Geschichte und Kultur Ostmitteleuropas, GWZO) w Lipsku. Ośrodek ten bada termin pod względem zagospodarowania ziemi według prawa niemieckiego we wschodnio-środkowej Europie w okresie średniowiecza. GWZO powstało w roku 1995 z połączenia instytutów rozwiązanej w 1991 roku akademii nauk NRD. Z akademii tej grupa badawcza przejęła dyscypliny archeologiczne oraz onomastykę, od FU Berlin swoją nazwę oraz większy udział nauk historycznych oraz próbę połączenia wyników badań.
Po dyrektorze założycielu Winfrried Eberhard w 1997 roku kierownictwo grupy objął Christian Lubke z Uniwersytetu w Greifswaldzie. Koordynacja współpracowników z zakresu historii średniowiecza, archeologii, onomastyki oraz historii sztuki na miejscu należała od roku 2000 do Matthiasa Hardt. Grupa robocza skoncentrowała się następnie na Meklemburgii. Projekt ten został zamknięty w 1997 roku, ale GWZO pracuje nadal nad pokrewnymi zagadnieniami.

## Perspektywy rozwoju
Badacze, tacy jak archeolog Sebastian Brather bezpośrednio powołują się w swoich pracach na projekt Germania Slavica. Zaprzeczają oni przy tym także ugruntowanej w Niemczech w końcu XIX i pocz. XX wieku teorii pragermańskiej, która przyjmowała nieprzerwaną germańsko-niemiecką ciągłość zasiedlenia tych ziem od prahistorii do średniowiecza. Teoria ta głosiła, że Germanie tymczasowo w czasie wędrówek ludów opuścili środkową Europę i w czasie późnego średniowiecza powrócili do „praniemieckiej ziemi”, aby dokończyć swoją misję kulturalną stając się w międzyczasie Niemcami. Od końca XIX wieku w niemieckiej archeologii wytworzył się również stereotyp „prymitywnej kultury materialnej Słowian”. Według niego Słowianie byli w większości prymitywnymi „społecznościami rybaków”, którzy zaniedbali uprawę ziemi na poczet hodowli bydła, zbieractwa oraz myślistwa. Tezy o prymitywnych Słowianach zawierało wiele prac historycznych z tego okresu. Albert Kiekebusch (1870–1935) pisał o „ubogości” oraz „upadku w czasie wędrówek ludów z kultury germańskiej do kultury wendyjskiej”, Gustaf Kossinna (1858–1931): pisał o „ubogiej jednostajności. Wilhelm Unverzagt (1892–1971) natomiast o „słowiańskiej prymitywności”.
Mnożące się w międzywojennych Niemczech lat 1918–1939 negatywne oceny prymitywnej słowiańskiej kultury materialnej pojawiające się w naukowych opracowaniach są pośrednim odzwierciedleniem ówczesnej sytuacji politycznej, a w szczególności rasistowskiej ideologii nazizmu uznającej Słowian za podludzi. Nie były one także używane tylko wobec opisywania dawnej słowiańskiej ludności z grupy wymarłych plemion Słowian połabskich, lecz częściowo były stosowane również w międzywojennych Niemczech w odniesieniu do Serbów łużyckich mieszkających współcześnie na Łużycach znajdujących się w granicach historycznych ziem zaliczanych do Germania Slavica. „Brak kultury u Słowian” oraz ich „niezdolność do utworzenia własnego państwa” wydawały się w owym okresie być silnymi historycznymi argumentami wspierającymi terytorialne roszczenia Niemców w Europie środkowo-wschodniej. Na nazwanie utraconych w 1918 roku wschodnich obszarów w dwudziestoleciu międzywojennym Niemcy szybko zastosowali także pojęcia takie jak „niemiecki wschód” i ostatecznie „obszar wschodni”. Oba terminy szybko zostały wykorzystane politycznie jako określenia służące uzasadnieniu przez Niemców wojny na wschodzie. Stąd był już tylko mały krok do dalej idących postulatów proponujących wysiedlenie oraz wyniszczenie „słowiańskich podludzi” sprecyzowany w czasie II wojny światowej w Generalnym planie wschodnim.
Jako przedmiot uniwersytecki przedhistoryczna i niestarożytna archeologia zainicjowana została w Niemczech dopiero w latach 1920–1950. W analizie stanowisk zastosowano szereg nowatorskich metod badawczych. Karl Schuchhardt (1859–1943) zaproponował sposób rozpoznawania ustawień pozostałości budynków na podstawie rozmieszczenia otworów w ziemi powstałych po obecności drewnianych słupów oraz śladów po belkach. Po 1945 roku archeologowie wprowadzili również szereg innych procedur analizowania oraz datowania znalezisk w tym m.in. datowania węglem C-14 oraz przy pomocy archeobotaniki, archeozoologii, mineraologii, geologii, klimatologii, analiz fosfatowych (fosforowych) oraz dendrochronologii, która jest jak dotąd ostatnią najbardziej znaczącą innowacją archeologiczną zastosowaną w badaniach Germania Slavica. Obecny stan badań nad stanowiskami archeologicznymi Słowian we wschodnich Niemczech został przedstawiony przez Sebastiana Brathera w książce „Archeologia Słowian zachodnich” (niem. Archäologie der westlichen Slawen).

## Publikacje wydane w ramach grupy badawczej Germania Slavica
- Germania Slavica I, hrsg. v. Wolfgang H. Fritze, Berlin 1980.
- Germania Slavica II, hrsg. v. Wolfgang H. Fritze, Berlin 1981.
- Germania Slavica III (Frühzeit zwischen Ostsee und Donau. Ausgewählte Beiträge von Wolfgang H. Fritze zum geschichtlichen Werden im östlichen Mitteleuropa vom 6. bis zum 13. Jahrhundert), hrsg. von Ludolf Kuchenbuch und Winfried Schich, Berlin 1982.
- Germania Slavica IV (Barbara Sasse: Die Sozialgeschichte Böhmens in der Frühzeit. Historisch-archäologische Untersuchungen zum 9.–12. Jahrhundert), hrsg. v. Wolfgang H. Fritze, Berlin 1982.
- Germania Slavica V (Das Havelland im Mittelalter. Untersuchungen zur Strukturgeschichte einer ostelbischen Landschaft in slawischer und deutscher Zeit), hrsg. von Wolfgang Ribbe, Berlin 1987.
- Germania Slavica VI (Gertraud Schrage: Slaven und Deutsche in der Niederlausitz: Untersuchungen zur Siedlungsgeschichte im Mittelalter), Berlin 1990.